# 鹿沼公園
鹿沼公園（かぬまこうえん）は神奈川県相模原市中央区鹿沼台に位置する市立の都市公園である。

## 概説
公園は、西側のスポーツ施設エリア（テニスコート、野球場）、東側の交通公園エリアに分かれている。双方を合わせた敷地面積は49,000平方メートル。
近隣住民のJR横浜線淵野辺駅への通り道としても利用されている。
公園中央部の白鳥池はかつて鹿沼と呼ばれていた湿地帯の名残である。相模原の地元昔話で「でいらぼっち」という巨人が残した足跡が、地名の鹿沼と呼ばれる湿地帯になったという言い伝えもあり、公園内にその旨の伝承を記載した看板が存在する。その白鳥池では毎年、白鳥とカルガモが抱卵し、初夏には近隣の市民に見守られながら数羽の雛を従える親鳥の姿を見ることができる。

## 主な施設
- テニスコート（4面）
- 軟式野球場（両翼85m、センター105m）
- 児童交通公園
- 駐車場

## 交通公園
約15,000㎡の敷地を利用して1972年に開園。利用者は、自転車やペダル式ゴーカート、豆自動車を無料で1回30分レンタルし、自動車教習所風のコースを走ることができ、幼児や児童の交通マナー習得や自転車練習の場として、市内外から年間約8万人の利用者を数える。
2017年、相模原市は鹿沼公園周辺の図書館や公民館などを複合化した施設を鹿沼公園内に建設する計画を打ち出し、交通公園の存続が危ぶまれているが、利用者や周辺住民の反対もあり、2018年3月時点では計画の決定には至っていない。

### 鉄道車両の展示
交通公園エリアの一区画には鹿沼公園駅の駅名板が掲げられ、D52形蒸気機関車が保存されている。
現車にはD52235号機のナンバープレートが付けられており、説明板にも235号機と書かれている。
138号機の刻印が複数個確認されているため138号機ではないかとの説もあるが、2009年8月に相模原D52保存会によって整備された際には現車のロッドに235号機の刻印が発見された。
かつて横浜市電1000型1017号も保存されていたが、後に解体された。解体前には台車が無く元の車体も失われ、まるでハリボテのような状態にされていた。

### 豆自動車
豆自動車は、幼児が乗車し、保護者が牽引する乗用遊具である。2005年から日産自動車（相模原部品センター）が相模原市に、毎年数台ずつ寄贈し続けているもので、ミズタニ社製のペダルカー日産・フェアレディZ、日産・スカイライン（R32）をカスタマイズしたものとなっている。